# Александринский детский приют (Елабуга)
Александринский детский приют Ф. Г. Чернова — памятник архитектуры середины XIX века, расположенный в городе Елабуге Республики Татарстан и представляющий собой комплекс из трёх строений, который бо́льшую часть своей истории предназначался для воспитания детей-сирот и беспризорников. В настоящее время здесь располагается Елабужский детский дом.

## История
Здание Александринского приюта было возведено в 1852—1859 годах по проекту «поручика строительного отряда» А. С. Плесковского на средства купца первой гильдии и почётного гражданина Елабуги Фёдора Григорьевича Чернова его сыном Дмитрием Фёдоровичем. Название приют получил в честь императрицы Александры Фёдоровны, давшей своё личное разрешение на его открытие. Заведение для детей-сирот Фёдор Григорьевич посвятил своей малолетней дочери, погибшей годом ранее при пожаре.
Для содержания благотворительного учреждения и финансовой поддержки девушек, уже покинувших его, был создан специальный Общественный банк приюта, первоначальный капитал которого в 58 000 рублей обеспечил сам Фёдор Григорьевич.